# مواقف بيت بوتجيج السياسية

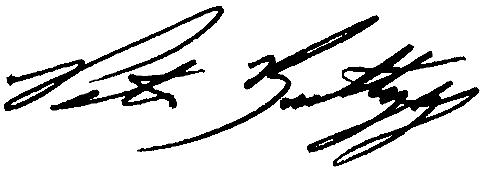

بيتر بول مونتغومري بوتجيج (ولد في 19 يناير 1982) سياسي أمريكي انتُخب لمنصب عمدة ساوث بند في ولاية إنديانا منذ عام 2012 حتى 2020. مرشح للائحة الديمقراطية في الانتخابات الرئاسية الأمريكية 2020.

## الإجهاض
يدعم بيت حقوق الإجهاض وإلغاء تعديل هايد الذي يحظر التمويل الفيدرالي لخدمات الإجهاض في جميع الظروف باستثناء الحالات الحرجة. في عام 2018، استخدم بوتجيج بصفته العمدة حق النقض ضد قرار إعادة تقسيم المناطق الصادر عن مجلس ساوث بند المشترك والذي كان من شأنه أن يسمح لمركز أزمات الحمل المناهض للإجهاض بأن يُفتتح بجوار عيادة الإجهاض المخطط لها.
في مايو 2019، بعد أن أصدر كونغرس ألاباما تشريعًا يحظر فعليًا جميع خدمات الإجهاض في الولاية، صرّح بوتجيج بأن التشريع «يتجاهل العلم ويجرّم الإجهاض ويعاقب النساء».

## التغير المناخي
أصدر بوتجيج خطة لمكافحة تغير المناخ تتكون من ثلاثة أجزاء: بناء اقتصاد نظيف من خلال خلق وظائف للطاقة النظيفة المتجددة; وتحسين التكيف المناخي عن طريق الاستثمار في الإغاثة في حالات الكوارث والوقاية منها، وزيادة دور الولايات المتحدة في الكفاح الدولي ضد التغير المناخي. يضع اقتراحه معايير لمضاعفة حجم الكهرباء النظيفة في الولايات المتحدة بحلول عام 2025، وتوليد الطاقة الكهربائية عديمة الانبعاثات بحلول عام 2035، وانعدام صافي الانبعاثات من المركبات الصناعية بحلول عام 2040، وانعدام صافي الانبعاثات الكلي بحلول عام 2050.
صرّح بوتجيج أنه في حال انتخابه فسوف يعيد التزام الولايات المتحدة باتفاق باريس للمناخ، ويضاعف تبرعها لصندوق المناخ الأخضر. في يونيو 2017، كان أحد الموقعين من ضمن 407 عمدة أمريكي على ميثاق للالتزام بالاتفاق بعد أن أعلن الرئيس ترامب قراره بالانسحاب منه. يدعم بوتجيج أيضًا الصفقة الجديدة الخضراء التي اقترحها مجلس النواب الديمقراطيين.
يؤيد بوتجيج دعم الألواح الشمسية وسياسة ضريبة الكربون وتوزيع الأرباح للحد من انبعاثات الغازات الدفيئة.

## العدالة الجنائية
يؤيد بوتجيج إلغاء عقوبة الإعدام. بخصوص الماريجوانا، يدعم بوتجيج تشريع النمط الكندي، مصرحًا: «إن البيع الآمن والمنظم والقانوني للماريجوانا فكرة حان وقتها للولايات المتحدة، ويتضح هذا من الناخبين الذين يطالبون بتشريعها في الولايات في جميع أنحاء البلاد». يؤيد أيضًا التوجه نحو إلغاء الأحكام الجنائية على الجرائم البسيطة المتعلقة بالمخدرات، وإنهاء عقوبة السجن بسبب جرائم حيازة المخدرات. رغم اعترافه بالطابع الإشكالي للتفاوت في اعتقالات الماريجوانا بين البيض والسود، كان السكان السود في ساوث بند أكثر عرضة للاعتقال بتهمة حيازة القنّب بنسبة 4.3 مرات من السكان البيض في ظل حكم بوتجيج. يمثل هذا معدل أعلى من إنديانا (عرضة بنسبة 3.5 مرات) والولايات المتحدة (عرضة 3 مرات).
في عام 2019، دعا بوتجيج الولايات المتحدة إلى «إلغاء تجريم المرض الذهني والإدمان من خلال برامج التحويل والعلاج وإعادة الدخول إلى المجتمع» بهدف خفض «عدد الأشخاص المسجونين بسبب المرض الذهني أو تعاطي المخدرات بنسبة 75% خلال فترة الحكم الأولى».

## دونالد ترامب
أيد بوتجيج التحقيق حول عزل دونالد ترامب، مصرحًا: «من الواضح أنه يستحق العزل». لكنه قال أيضًا إنه سيكون هناك «الكثير من الفوائد» في حال هزيمة ترامب في عام 2020 بدلًا من إقالته من منصبه عن طريق عملية العزل، وإن التسوية الحقيقية الوحيدة هي هزيمة ترامب في سعيه لإعادة انتخابه مع «العناصر الداعمة» له من الجمهوريين في الكونغرس.

## الاقتصاد والتجارة وحقوق العمال
أشار بوتجيج بشكل متكرر إلى أن التشغيل الآلي سبب رئيسي للخسارة الكبيرة في وظائف التصنيع على مستوى البلاد. وتحدّث عن الحاجة إلى التعاون مع النقابات العمالية. بصفته شخصية رأسمالية ديمقراطية معلنة، يرفض بوتجيج رأسمالية المحاسيب ويدعم تعديلًا دستوريًا لحماية الديمقراطية من التأثير المفسد وغير المبرر للأموال في السياسة. يتقبل بوتجيج إمكانية اتخاذ إجراءات لمكافحة الاحتكار ضد شركات التكنولوجيا الكبرى، لكنه يركز بشكل أكبر على المخاوف بشأن أمن الخصوصية والبيانات.
في عام 2010، أشاد بوتجيج بسن قانون دود–فرانك لإصلاح وول ستريت وحماية المستهلك.
أثناء الترشح لمنصب أمين الخزينة لولاية إنديانا في عام 2010، وصف بوتجيج سجله بأنه محافظ ماليًا، ودعم قانون إعادة الاستثمار المجتمعي (سي آر إيه)، مقترحًا أن تختار ولاية إنديانا إيداع أموال الولاية في البنوك التي كانت ممتثلة لالتزامات قانون إعادة الاستثمار المجتمعي.
في يوليو 2019، أصدر بوتجيج خطة لتعزيز قوة المساومة النقابية بهدف رفع الحد الأدنى للأجور إلى 15 دولار، وتقديم إجازة عائلية مدفوعة الأجر على المستوى الوطني.

## التعليم
تشمل خطة بوتجيج التعليمية استثمار 700 مليار دولار أمريكي بتأمين خدمة رعاية الأطفال طوال اليوم ومرحلة ما قبل الروضة العامة لجميع الأطفال من سن الرضاعة وحتى سن الخامسة. يرغب بوتجيج أيضًا بمضاعفة تمويل الباب 1 من الدستور المتعلق بالمدارس 3 أضعاف. تشمل الأهداف الأخرى مضاعفة عدد المعلمين الجدد ذوي لون البشرة المختلف في السنوات العشر القادمة، ومعالجة الفصل الدراسي العنصري عبر صندوق قيمته 500 مليون دولار، ودفع أجور أكبر للمعلمين، وتوسيع خدمات الصحة النفسية في المدارس، وخلق المزيد من البرامج بعد المدرسة وفرص التعليم الصيفية.
تتضمن خطته الخاصة بالكلية الخالية من الديون توسيع منح بيل للطلاب ذوي الدخل المنخفض والمتوسط، بالإضافة إلى استثمارات أخرى وإنهاء تخفيضات ترامب الضريبية على الأشخاص فائقي الثراء. وبموجب خطته فإن النسبة 80% الدنيا من الطلاب سيحصلون على تعليم جامعي مجاني، بينما يدفع 20% الآخرون بعض أو كل الرسوم الدراسية بأنفسهم بجدول متناقص تدريجيًا.

## حقوق الانتخابات والتصويت
يؤيد بوتجيج إلغاء المجمع الانتخابي. دعا أيضًا إلى إعادة حقوق التصويت إلى الجُناة الذين أتمّوا أحكام السجن الصادرة بحقهم. جعل أيضًا من أمن الانتخابات جزءًا أساسيًا من برنامجه الانتخابي.

## السياسة الخارجية والأمن القومي
صرّح بوتجيج إنه يعتقد أن الغزو الأمريكي لأفغانستان عام 2001 في أعقاب هجمات 11 سبتمبر كان أمرًا مبررًا، ولكن يؤيد الآن سحب القوات الأمريكية من المنطقة بوجود استخباراتي دائم. وهو من الداعمين الملتزمين لإسرائيل، ويؤيد حل الدولتين لإنهاء النزاع الإسرائيلي الفلسطيني، ويعارض مقترحات ضم إسرائيل للضفة الغربية المحتلة، ويستنكر تعليقات رئيس الوزراء الإسرائيلي بنيامين نتنياهو الداعمة لتطبيق القانون الإسرائيلي في المستوطنات اليهودية في الضفة الغربية.
فيما يتعلق بالأزمة الرئاسية الفنزويلية لعام 2019، صرّح بوتجيج لموقع هافبوست (HuffPost) بأنه يؤيد انتخابات حرة ونزيهة، معربًا عن استعداده لإمكانية فرض عقوبات لكن دون تدخل عسكري. في 11 يونيو 2019 صرّح بوتجيج: «سنبقى منفتحين للعمل مع نظام مثل المملكة العربية السعودية لصالح الشعب الأمريكي. ولكن لم يعد بوسعنا بيع أعمق قيمنا بهدف الوصول إلى الوقود الأحفوري وصفقات الأعمال المربحة». يدعم بوتجيج إنهاء الدعم الأمريكي للمملكة العربية السعودية في حربها في اليمن.
أدان بوتجيج الصين لاعتقالها الجماعي لمجموعات الأويغور الإثنية في سنجان، واصفًا الحملة بأنها «حملة مروعة عديمة الرحمة لمحو الهوية الدينية والعرقية لملايين الأفراد» وينبغي على الولايات المتحدة الوقوف ضدها. وانتقد قرار ترامب بسحب القوات الأمريكية من سوريا الذي أعطى تركيا حسبما أفاد النقاد الضوء الأخضر لشن هجومها العسكري ضد الأكراد السوريين.
في عام 2019، صرّح بوتجيج أنه «منزعج» بسبب قرار الرئيس أوباما عام 2017 بتخفيف عقوبة تشيلسي مانينغ، التي أدينت بتسريب وثائق سرية إلى ويكيليكس. أجرى أيضًا تقييمًا متباينًا حول إفشاء إدوارد سنودن عن معلومات سرية، قائلاً: «لقد تعلمنا أشياء عن الانتهاكات المرتكبة، وذلك كان لا بد له أن ينكشف بطريقةٍ أو بأخرى» وذكر أيضاً أن «الطريق لكشف ذلك هو من خلال إشراف الكونغرس، لا عن طريق خرق المعلومات السرية».